# Slot Kamenz
Slot Kamenz is een kasteel in de Poolse plaats Kamieniec Ząbkowicki (tot 1945 Kamenz in Schlesien). Het domein werd in 1812 gekocht door Wilhelmina van Pruisen, de vrouw van Willem I, die in 1814 de eerste koning der Nederlanden werd. Zij kocht het van haar broer, Frederik Willem III van Pruisen die het oude abdijterrein eerder gekocht had.
Prinses Marianne, de dochter van Willem I en Wilhelmina van Pruisen erfde het domein na de dood van haar moeder in 1837 en liet met haar man, prins Albert van Pruisen, in 1838 door Karl Friedrich Schinkel een kasteel in neogotische stijl bouwen. Het rechthoekige kasteel van 88 bij 60 meter werd op de Harthaberg gebouwd en had op elk van de vier hoeken een toren. Het park werd in 1858 aangelegd door de bekende Pruisische tuin- en landschapsarchitect Peter Joseph Lenné.
In dit kasteel werden de kinderen van prinses Marianne en prins Albert geboren. Na de scheiding van het paar vertrok prinses Marianne naar Voorburg.
Het kasteel bleef tot 1945 in het bezit van de familie Hohenzollern, toen het Rode Leger Silezië veroverde en de Duitse bevolking verdreven werd. In 1945 werd het kasteel door brand verwoest. In 1995 werd slot Kamenz gerestaureerd.

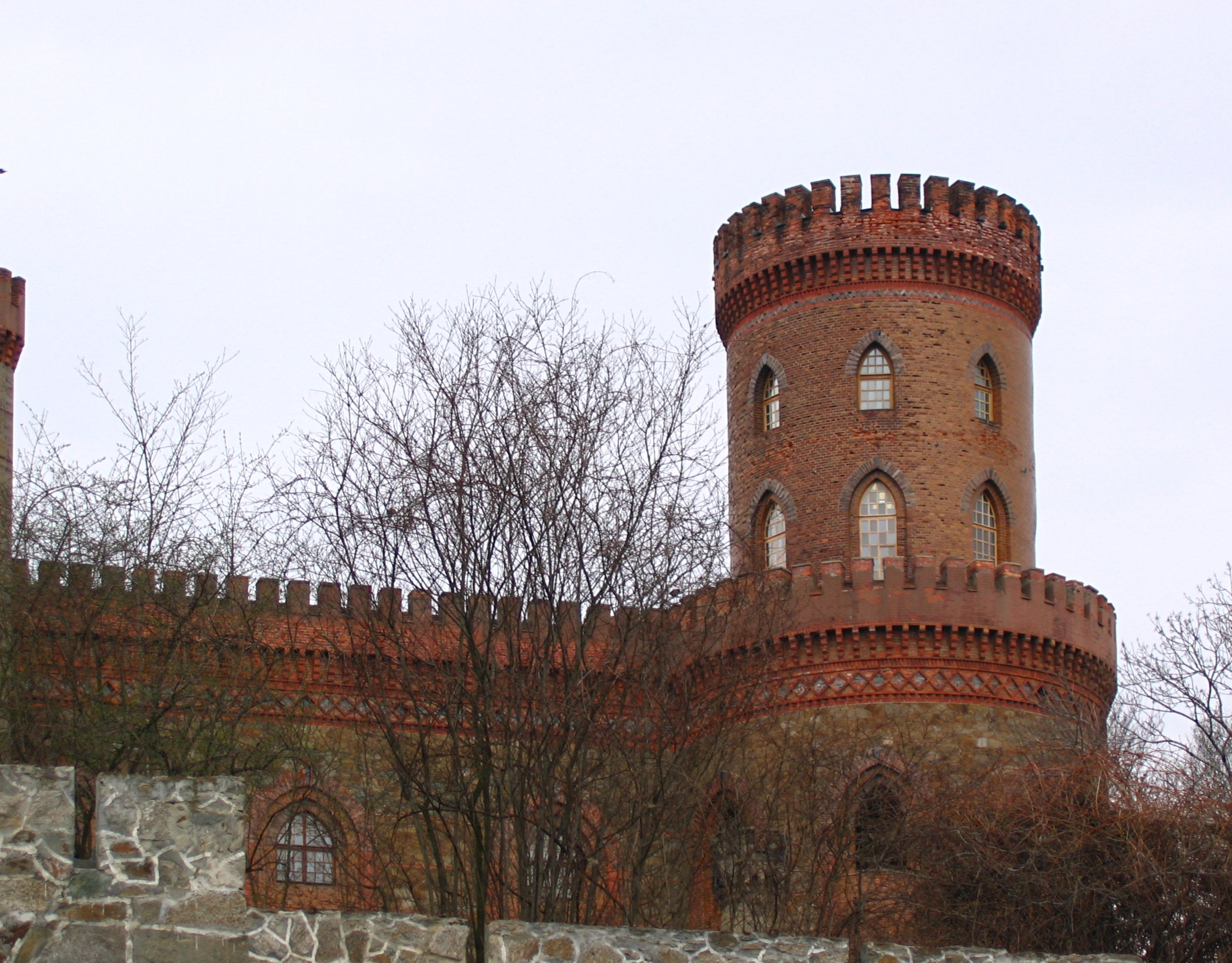
Toren van het kasteel in de winter
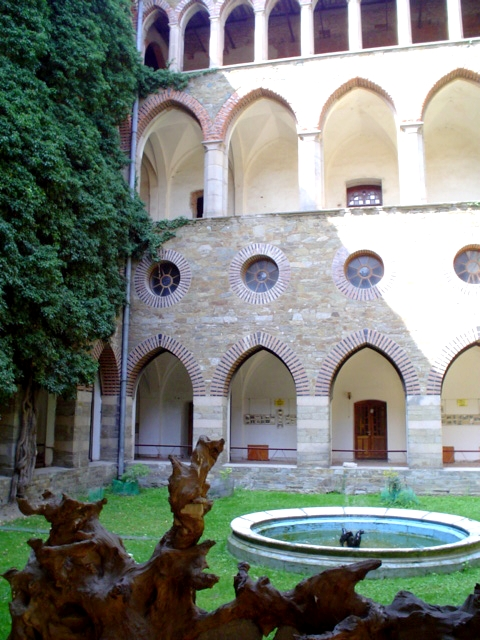
Gezicht op de binnenplaats
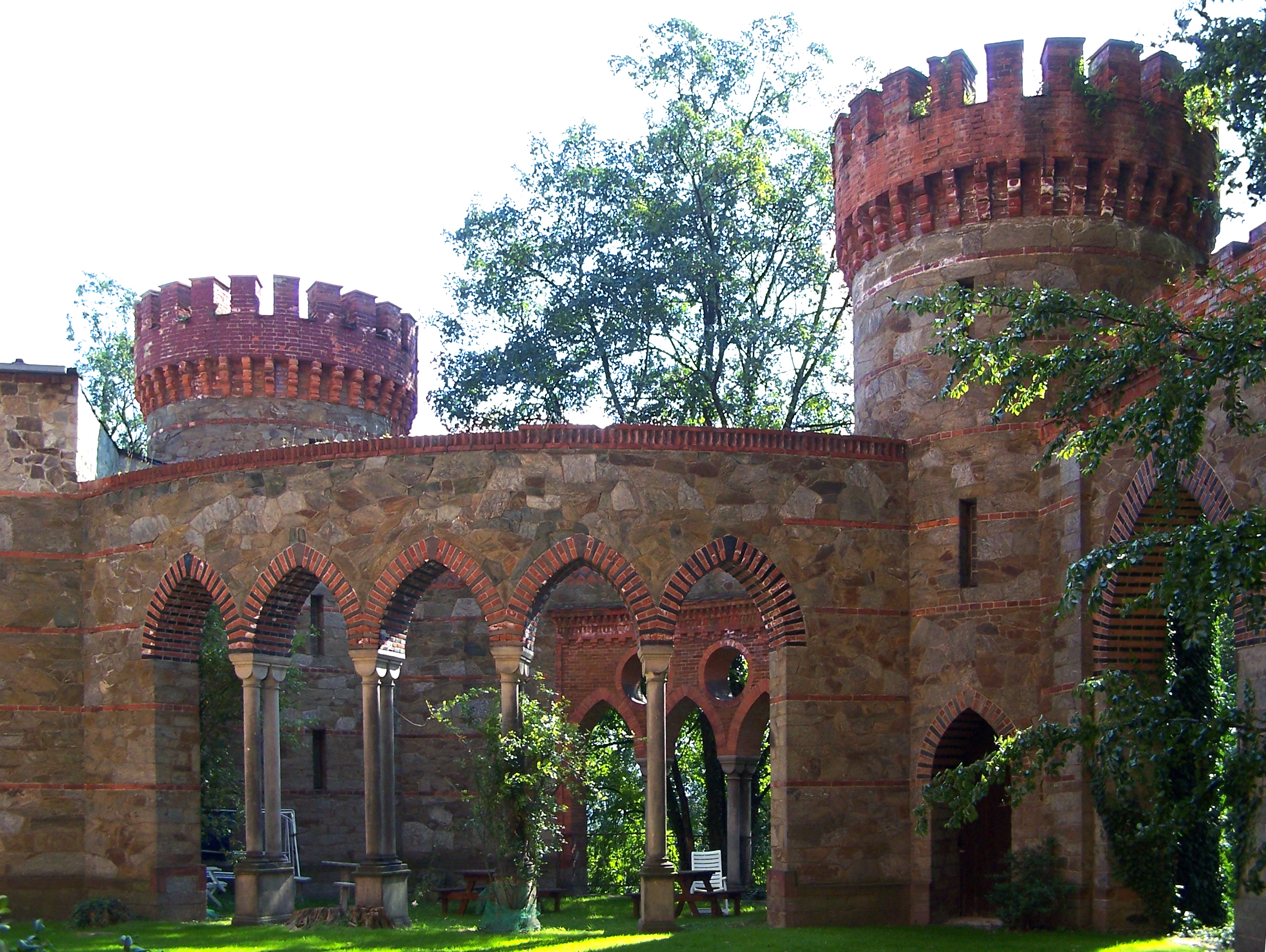
Gezicht vanuit de tuinen
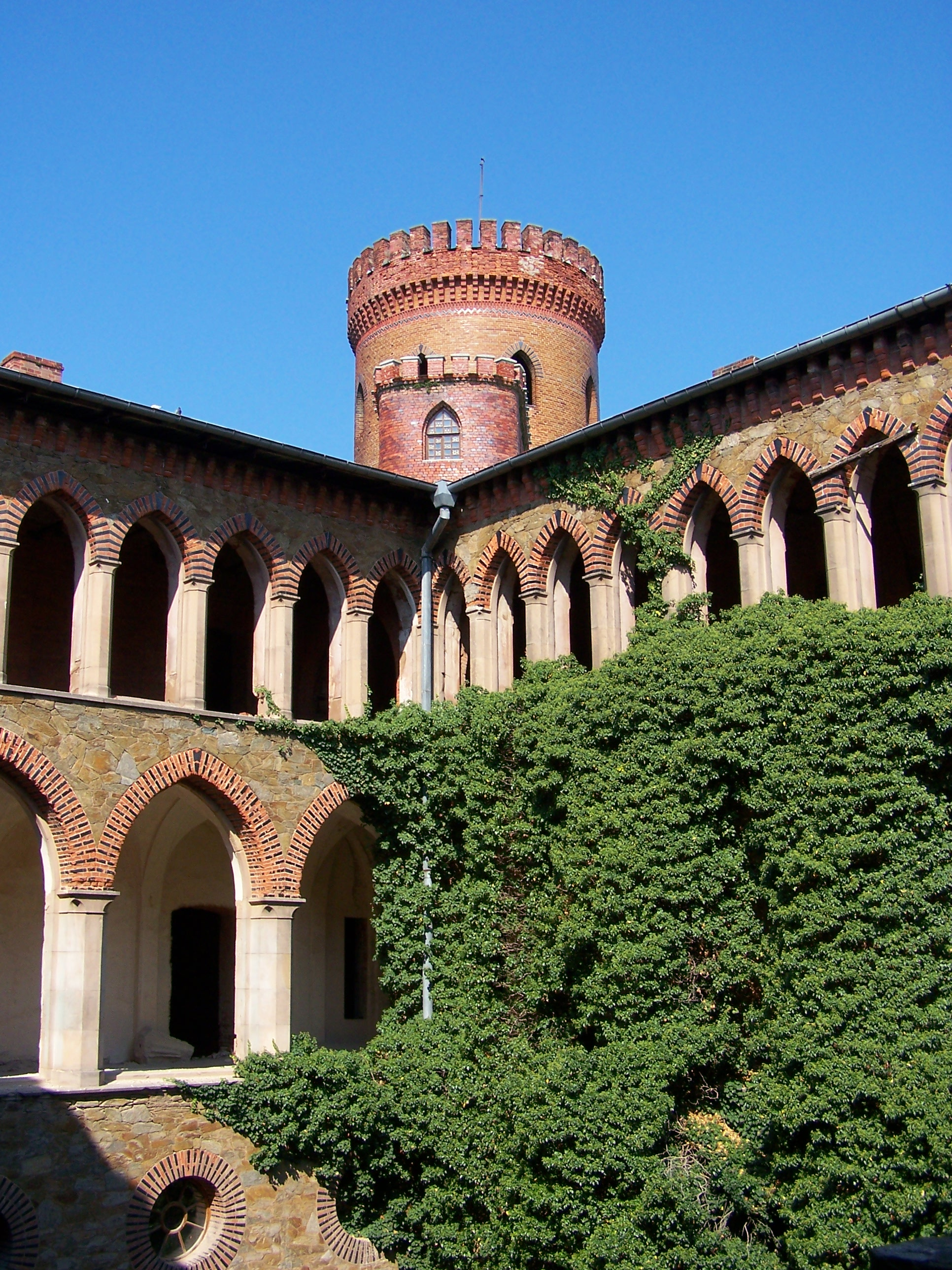
De gaanderijen